# Park Ji-yoon
Park Ji-yoon (kor. 박지윤, ur. 3 stycznia 1982) – południowokoreańska piosenkarka, aktorka i modelka.

## Dyskografia
- Skyblue Dream (1997)
- Blue Angel (1998)
- The Age Ain’t Nothing But a Number (1999)
- Coming-of-Age Ceremony (2000)
- Man (2002)
- Woo~ Twenty One (2003)
- Flower, Again for the First Time (2009)
- Tree of Life (2012)
- Mr. (Single) (2013)
- Inner Space (Single) (2014)
- Beep (Single) (2014)
- Yoo Hoo (Single) (2014)
- O(오) (Single) (2016)
- Parkjiyoon9 (2017)

## Filmografia

### Seriale
- 1993: Dinosaur Teacher
- 1998: Three Guys and Three Girls
- 1999: Ghost
- 2004: 2004 Human Market
- 2006-2008: Bicheonmoo
- 2011: Naege geojinmar-eul haebwa
- 2012: Goodbye Dear Wife
- 2012: Family
- 2013: Yeppeun namja

### Filmy
- 1998: First Kiss
- 2010: Seoul
- 2012: Grape Candy